# Közönséges szabalpálma

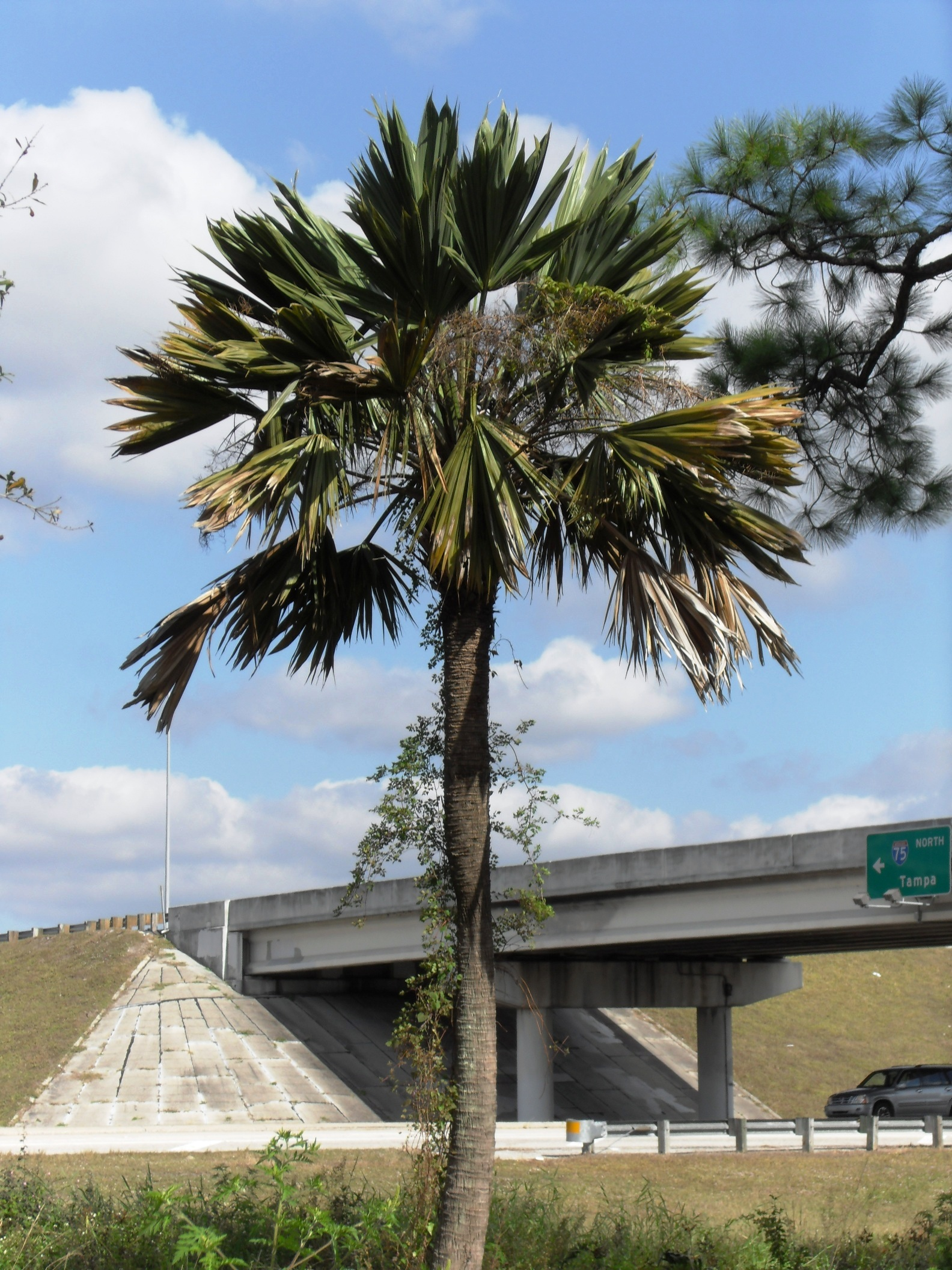
Sabal palmetto 'Lisa'

A közönséges szabalpálma (Sabal palmetto), vagy más néven káposztapálma, palmettó, palmettópálma vagy csak egyszerűen szabalpálma a pálmafélék (Areacea) családjába tartozó faj.

## Elterjedése
Az USA délkeleti részén, Kubában és a Bahama-szigeteken  őshonos. Eredeti élőhelye a floridai földnyelvnél elhelyezkedő St. András-öböltől Virginia legdélibb területein található partokig húzódik, valamint a Florida-félsziget tengerpartjainak őshonos fafaja. A kertészeti áttelepítéseknek köszönhetően a közönséges szabalpálma ma már az USA déli területein megszokottá vált, még azokon a területeken is, amelyeket a köztudat eredetileg nem éppen pálmafás vidéknek ismer. Ez a faj Dél-Karolina és Florida fája és Dél-Karolina állami szimbóluma is egyben.

## Leírása
Akár 20 m magasra is megnő (kivételes növésű egyedeknél 28 m magasságot is mértek), a törzse legfeljebb 60 cm átmérőjű. Eme különleges legyezőpálma (Corypheae) sima levélszára végén egy központból egy kerek tenyér formát követve, legyezőszerűen számos levélke ágazik szét. Minden levél 1,5–2 m hosszú, és egyenként 40-60 levélkét fognak össze legyezőszerűen, melyek hossza elérheti a 80 cm-t is. Sótűrő, és gyakran az Atlanti-óceán partjához egészen közeli élőhelyeket is meghódítja. Viszonylag rövid ideig tartó, akár -14 °C-ig csökkenő hőmérsékletet is elviseli. Ugyanakkor egyes adatok szerint ennél jóval alacsonyabb hőmérsékletet is képes túlélni. Ültetése és tartása nagyon egyszerű, mivel szárazságtűrő, és kedveli a lefolyástalan állóvizeket és a sós vizet is. Bár szárazságtűrő fafaj, a virágzásához rendszeres enyhe öntözést és rendszeres trágyázást igényel. A tengeri légáramlatok által szállított sós vízpermetet jól tűri, de a sós tengeri árhullámokat már kevésbé. Virága sárgás-fehér színű, 5 mm átmérőjű. Fürtvirágzata 2,5 m hosszú, és túlnyúlik a leveleken. Fekete csonthéjas gyümölcsei teremnek (kb. 1,3 cm hosszú), melyekben gyümölcsönként egyetlen mag található.

## Ültetése, művelése, kertészeti hasznosítása
Elterjedési területén népszerű növény. Jól tűri a sós vízpermetet és a hideget. Mivel viszonylag hosszú a fejlődési ciklusa, így keveset szaporítanak csak magról a faiskolákban. Ehelyett a már kifejlett növényeket kis földlabdával ültetik. Ekkor szinte az összes levágott gyökere elhal, és helyébe új gyökeret ereszt az új helyén. Átültetéskor a legtöbb levelet eltávolítják, így csökkentve párologtatást. A hurrikánokkal szembeni ellenálló képessége nagyon jó, de különféle okok miatt gyakran meg kell metszeni. Az új hajtások növekvő "szíve", vagy más néven a terminális rügy miatt kapta a "káposztapálma" nevet. Élelmiszerként és ételízesítőként is felhasználják. Mint más növények merisztémájának differenciálatlan szöveteit a "pálma szívét" is el lehet készíteni ugyanúgy mint a káposztát vagy az articsókát. Egyike azon pálmafajoknak, melyeknek a csúcsrügye pálmasalátaként kerül az asztalra. A történelem során a bennszülött amerikai őslakosok hétköznapi ételei közé tartozott. Azonban ha kivágják a terminális rügyet, az katasztrofális helyzetet termet a növény számára, mert a csúcsrügy az egyetlen pont, ahonnan a pálma nőhet, a rügy nélküli pálma nem lesz képes helyettesíteni a régi leveleket és végül elpusztul.
Kiválóan ellenáll a tűznek, áradásnak, zord tengerpart menti feltételeknek, hidegnek, erős szeleknek és a szárazságnak. Ennek ellenére újabban pusztulni kezdett az emelkedő tengerszint (a legtöbb esetet Florida Big Bend-parton észlelték) miatt. A texasi főnixpálma pusztulás szindrómát előidéző fitoplazmózis jelenleg Florida nyugati partján ugyancsak pusztítja a közönséges szabalpálmát is.
Törzsét két különböző állapot jellemzi. Ha a levelek elhalnak, a levélalapok általában megmaradnak egy darabig, ami egy tüskés, "vászonkötés" hatású megjelenést ad a törzsnek. E levélmaradványos levélalapokat úgynevezett "csizmahúzók"-nak vagy csak szimplán "csizmák"-nak hívják. A név az "Y" alakból eredeztethető, ami a csizmahúzófára emlékeztet. Átültetett egyedeit gyakran szándékosan "csizmahúzósra" nyírják. A már nagyobbra nőtt példányok idővel elvesztik ezt a formát és törzsük egy viszonylag sima oszlop benyomását keltik. A "csizmahúzók" elvesztése természetes folyamat, bár kevéssé ismert az a jelenség, amikor a pálma nem hoz létre levélvesztési zónát és így a levélvesztési zóna kialakításában más fizikai vagy biológiai folyamatok vesznek részt.
Egy ismert kertészeti változata a Sabal palmetto 'Lisa'. A természetes változat és a 'Lisa' fajta között a fő különbség a levélelrendezésben rejlik. Ez is legyezőpálma, de levele nem lógó, nem szálkás, hanem merev. Nem annyira osztott a levele, hanem inkább csésze alakú, enyhén hullámos levélkékkel. Ez a szabalpálma változat a faiskolai kereskedelemben egyre gyakrabban felbukkan. Szívós, bírja a hideget, sótűrő, szárazságtűrő, tűz és szél ellenében is ellenálló ugyanúgy, de kertészeti célokra esztétikusabb megjelenést kölcsönöz mint maga a közönséges szabalpálma.

## Felhasználása
A káposztaszerű terminális rügye (vagy más néven: csúcsrügye) ehető, és mint a "pálma szívét" előszeretettel fogyasztották. A szőrökkel borított fiatal levelekből súroló kefét készítettek. Törzséből cölöpöket készítettek, melyeket rakparti építkezéseknél használtak. A függetlenségi háború idején 1776. június 28-án Charleston hős hazafiai William Moultrie vezetésével erődöt emeltek a közönséges szabalpálma fatörzseiből és azt sikeresen megvédték a britek ellen. Az amerikai polgárháború idején a déli államok lakói ínségeledelként fogyasztották, emiatt állománya nagyon megcsappant.
Kivonata a kereskedelemben kapható, a prosztatagyulladás ellenszere.

## Fordítás
Ez a szócikk részben vagy egészben a Sabal palmetto című angol Wikipédia-szócikk fordításán alapul.  Az eredeti cikk szerkesztőit annak laptörténete sorolja fel. Ez a jelzés csupán a megfogalmazás eredetét és a szerzői jogokat jelzi, nem szolgál a cikkben szereplő információk forrásmegjelöléseként.